# Stanley Ghyll Beck
Der Stanley Ghyll Beck ist ein Wasserlauf im Lake District, Cumbria, England. Der Stanley Ghyll Beck entsteht als Zusammenfluss von Arminghow Gill und Smallstone Beck als Birker Beck in Eskdale südlich von Birkerfoot. Er fließt in nördlicher Richtung über den Wasserfall Stanley Force (54° 23′ 4″ N, 3° 16′ 23″ W) und von dort als Stanley Ghyll Beck bis zu seiner Mündung in den River Esk.
Der Stanley Ghyll ist als Site of Special Scientific Interest als Naturschutzgebiet ausgewiesen. Das Gebiet ist 8,2 Hektar groß. Das Umfeld des Wasserfalls und des sich daran anschließenden Wasserlaufes ist bewaldet und die schattige und feuchte Umgebung ist ideal für eine Vielzahl von Flechten und Moosen.